# Gribbin Head
Gribbin Head är en udde i Storbritannien.   Den ligger i riksdelen England, i den södra delen av landet, 300 km väster om huvudstaden London.
Terrängen inåt land är huvudsakligen platt, men åt nordväst är den kuperad. Havet är nära Gribbin Head söderut.  Närmaste större samhälle är Par, 4,6 km nordväst om Gribbin Head. 